# La principessa Daisy
La Principessa Daisy è una miniserie televisiva statunitense del 1983 diretta Waris Hussein, è l'adattamento dell'omonimo romanzo della scrittrice Judith Krantz.

## Trama
La principessa Daisy racconta la storia di una giovane ragazza che viene mandata in Inghilterra a vivere con suo padre, il principe Valensky, dopo la morte della madre in un incidente d'auto. Sfortunatamente, Daisy viene immediatamente separata dalla sorella gemella Dani, che è una bambina con bisogni speciali non accettata dal padre. Quando Daisy compie 16 anni, il padre muore in un incidente aereo. La ragazza è costretta a prendersi cura della propria vita da sola, soprattutto quando il suo fratellastro inizia a vedere in lei più di una semplice sorella.